# Atletica leggera ai Giochi della XXIX Olimpiade - Maratona maschile

'

La maratona maschile dell'olimpiade di Pechino 2008 si è svolta il 24 agosto sulle strade della capitale cinese.
La gara è stata vinta da Samuel Wanjiru, con il tempo di 2h06'32" (nuovo record olimpico).

## Presenze ed assenze dei campioni in carica
| Competizione      | Atleta               | Prestazione | Pechino 2008 |
| ----------------- | -------------------- | ----------- | ------------ |
| Olimpiadi 2004    | Stefano Baldini      | 2h10'55”    | Presente     |
| Commonwealth 2006 | Samson Ramadhani     | 2h11'29"    | Presente     |
| Europei 2006      | Stefano Baldini      | 2h11'32”"   | Presente     |
| Asiatici 2006     | Mubarak Hassan Shami | 2h12'44”    | Presente     |
| Mondiali 2007     | Luke Kibet           | 2h15'59"    | Presente     |

## La gara
I favoriti per la vittoria, in base ai migliori tempi dell'anno in corso, sono quattro kenioti: Martin Lel, Luke Kibet (campione del mondo in carica), Samuel Wanjiru (nuovo detentore del record della mezza maratona) e Robert Cheruyiot. Oltre ad essi si fa il nome  dell'etiope Tsegaye Kebede. Il campione olimpico in carica Stefano Baldini si presenta invece reduce da un infortunio e con poche speranze di successo.
È una giornata calda: alla partenza ci sono 24°, che salgono a 30 durante la corsa. Oltre alla temperatura, si teme per l'aria di Pechino, afflitta da un eccessivo smog.
Il ritmo tenuto dagli atleti è comunque alto sin dall'inizio; Wanjiru si porta subito in testa e impone il suo passo, mentre gli altri atleti a poco a poco cedono, sino a che intorno al trentesimo chilometro rimane solo un terzetto al comando composto da Wanjiru, il marocchino Gharib e l'etiope Merga. A circa sette chilometri dall'arrivo Wanjiru impone un altro cambio di ritmo: Merga cede subito, mentre Gharib cerca di resistere ma senza successo. L'atleta keniota entra solitario nello stadio e festeggia con il nuovo record olimpico. Alle sue spalle Gharib ottiene l'argento, mentre Merga arriva stremato, e deve cedere il podio al connazionale Kebede che all'ultimo giro di campo lo sorpassa a velocità doppia.
Samuel Wanjiru è il primo keniota a vincere l'oro olimpico nella maratona.

## Ordine d'arrivo

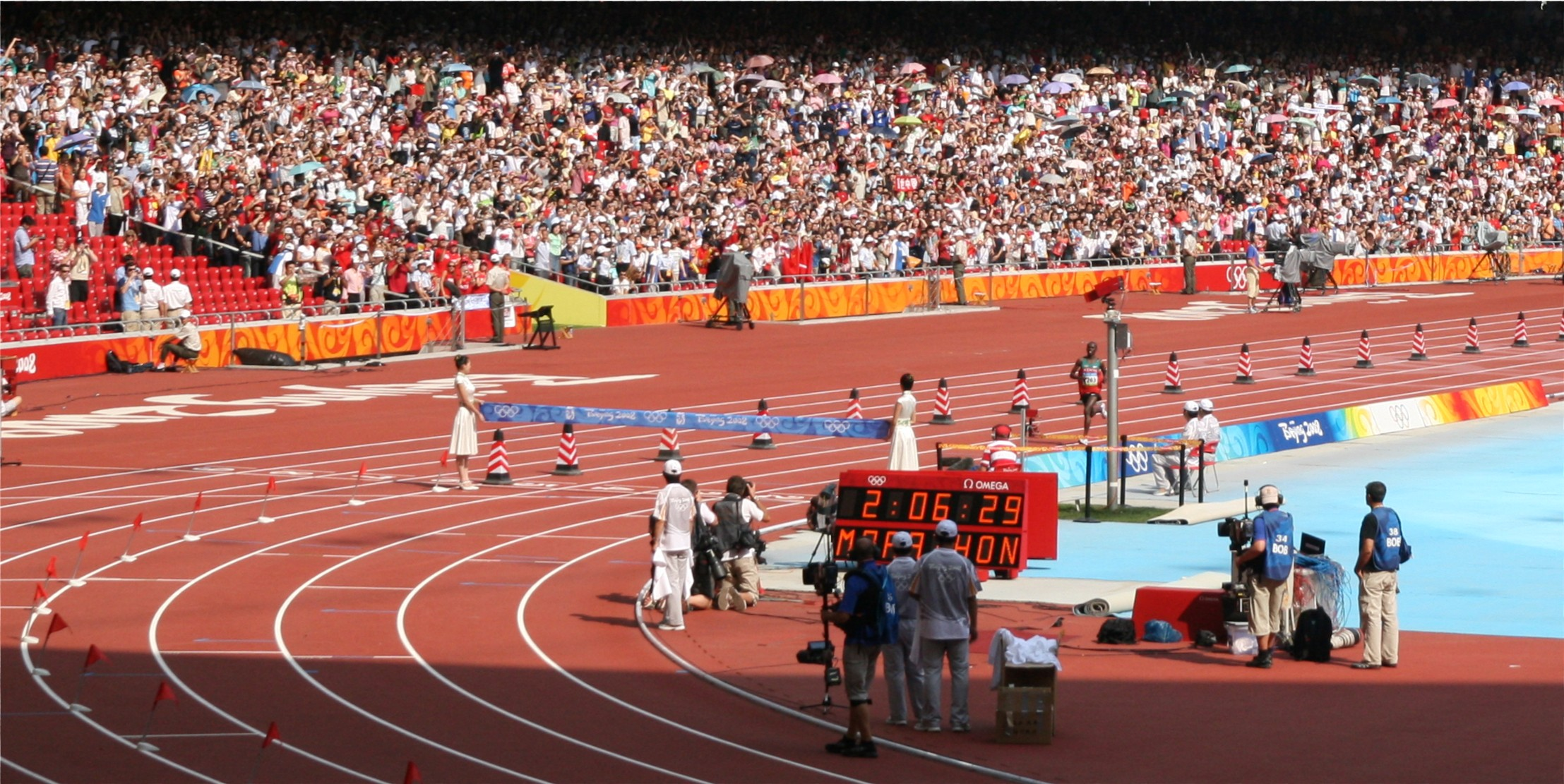
L'arrivo di Samuel Wanjiru

| Record mondiale      | Haile Gebrselassie | 2h04'26" | Berlino     | 28 settembre 2007 |
| Record olimpico      | Carlos Lopes       | 2h09'21" | Los Angeles | 12 agosto 1984    |
| Capolista stagionale | Martin Lel         | 2h05'15" | Berlino     | 13 aprile 2008    |

Domenica 24 agosto, ore 7:30.
| Posizione | Atleta                    | Nazionalità    | Tempo    | Note                          |
| --------- | ------------------------- | -------------- | -------- | ----------------------------- |
| Oro       | Samuel Kamau Wanjiru      | Kenya          | 2h06'32" |                               |
| Argento   | Jaouad Gharib             | Marocco        | 2h07'16” |                               |
| Bronzo    | Tsegay Kebede             | Etiopia        | 2h10'00” |                               |
| 4         | Deriba Merga              | Etiopia        | 2h10'21” |                               |
| 5         | Martin Lel                | Kenya          | 2h10'24” |                               |
| 6         | Viktor Röthlin            | Svizzera       | 2h10'35” |                               |
| 7         | Gashaw Asfaw              | Etiopia        | 2h10'52” |                               |
| 8         | Yared Asmerom             | Eritrea        | 2h11'11” |                               |
| 9         | Dathan Ritzenhein         | Stati Uniti    | 2h11'59” |                               |
| 10        | Ryan Hall                 | Stati Uniti    | 2h12'33” |                               |
| 11        | Mike Fokoroni             | Zimbabwe       | 2h13'17" | Miglior prestazione personale |
| 12        | Stefano Baldini           | Italia         | 2h13'25” |                               |
| 13        | Tsuyoshi Ogata            | Giappone       | 2h13'26” |                               |
| 14        | Grigorij Andreev          | Russia         | 2h13'33" |                               |
| 15        | Ruggero Pertile           | Italia         | 2h13'39” |                               |
| 16        | José Manuel Martínez      | Spagna         | 2h14'00” |                               |
| 17        | Francis Kirwa             | Finlandia      | 2h14'22” |                               |
| 18        | Myongseung Lee            | Corea del Sud  | 2h14'37” |                               |
| 19        | Janne Holmén              | Finlandia      | 2h14'44” |                               |
| 20        | Abderrahim Goumri         | Marocco        | 2h15'00” |                               |
| 21        | Aleksej Sokolov           | Russia         | 2h15'57” |                               |
| 22        | Brian Sell                | Stati Uniti    | 2h16'07” |                               |
| 23        | Ottaviano Andriani        | Italia         | 2h16'10” |                               |
| 24        | Dan Robinson              | Gran Bretagna  | 2h16'14” |                               |
| 25        | Haiyang Deng              | Cina           | 2h16'17” |                               |
| 26        | Abderrahime Bouramdane    | Marocco        | 2h17'42” |                               |
| 27        | Vasyl Matviyčuk           | Ucraina        | 2h17'50” |                               |
| 28        | Bong-ju Lee               | Corea del Sud  | 2h17'56” |                               |
| 29        | Oleg Kulkov               | Russia         | 2h18'11” |                               |
| 30        | Paulo Gomes               | Portogallo     | 2h18'15” |                               |
| 31        | Alex Malinga              | Uganda         | 2h18'26” |                               |
| 32        | Carlos Cordero            | Messico        | 2h18'40” |                               |
| 33        | Kum-Song Ri               | Corea del Nord | 2h19'08” |                               |
| 34        | Henryk Szost              | Polonia        | 2h19'43” |                               |
| 35        | José Amado García         | Guatemala      | 2h20'15” |                               |
| 36        | Yonas Kifle               | Eritrea        | 2h20'23” |                               |
| 37        | Nasar Sakar Saeed         | Bahrein        | 2h20'24” |                               |
| 38        | José de Souza             | Brasile        | 2h20'25” |                               |
| 39        | Kamiel Maase              | Paesi Bassi    | 2h20'30” |                               |
| 40        | Song-Chol Pak             | Corea del Nord | 2h21'16” |                               |
| 41        | Iaroslav Musinschi        | Moldavia       | 2h21'18” |                               |
| 42        | Il-Nam Kim                | Corea del Nord | 2h21'51” |                               |
| 43        | Juan Carlos Cardona       | Colombia       | 2h21'57” |                               |
| 44        | Hendrick Ramaala          | Sudafrica      | 2h22'43” |                               |
| 45        | Arjun Kumar Basnet        | Nepal          | 2h23'09” | Miglior prestazione personale |
| 46        | Hélder Ornelas            | Portogallo     | 2h23'20” |                               |
| 47        | Procopio Franco           | Messico        | 2h23'24” |                               |
| 48        | Nelson Cruz               | Capo Verde     | 2h23'47” |                               |
| 49        | Roberto Echeverria        | Cile           | 2h23'54” |                               |
| 50        | Yi-yong Kim               | Corea del Sud  | 2h23'57” |                               |
| 51        | Zhuhong Li                | Cina           | 2h24'08” |                               |
| 52        | Ser-Od Bat-Ochir          | Mongolia       | 2h24'19” |                               |
| 53        | Norman Dlomo              | Sudafrica      | 2h24'28” |                               |
| 54        | Arkadiusz Sowa            | Polonia        | 2h24'48” |                               |
| 55        | Samson Ramadhani          | Tanzania       | 2h25'03” |                               |
| 56        | Ndabili Bashingili        | Botswana       | 2h25'11” |                               |
| 57        | Simon Munyutu             | Francia        | 2h25'50” |                               |
| 58        | Antoni Bernadó            | Andorra        | 2h26'29” |                               |
| 59        | Wen-Chien Wu              | Taipei cinese  | 2h26'55” |                               |
| 60        | Lee Troop                 | Australia      | 2h27'17” |                               |
| 61        | Costantino León           | Perù           | 2h28'04” |                               |
| 62        | Goran Stojiljkovic        | Montenegro     | 2h28'14” |                               |
| 63        | Alfredo Arévalo           | Guatemala      | 2h28'26” |                               |
| 64        | Yousf Othman Qader        | Qatar          | 2h28'40” |                               |
| 65        | Franklin Tenorio          | Ecuador        | 2h29'05” |                               |
| 66        | Francisco Bautista        | Messico        | 2h29'28” |                               |
| 67        | Roman Kejzar              | Slovenia       | 2h29'37” |                               |
| 68        | Joachim Nshimirimana      | Burundi        | 2h29'55” |                               |
| 69        | Seteng Ayele              | Israele        | 2h30'07” |                               |
| 70        | Takhir Mamashayev         | Kazakistan     | 2h30'26” |                               |
| 71        | Abdil Ceylan              | Turchia        | 2h31'43” |                               |
| 72        | José Ríos                 | Spagna         | 2h32'35” |                               |
| 73        | Hem Bunting               | Cambogia       | 2h33'32” |                               |
| 74        | Marcel Tschopp            | Liechtenstein  | 2h35'06” |                               |
| 75        | Pavel Loskutov            | Estonia        | 2h39'01” |                               |
| 76        | Atsushi Sato              | Giappone       | 2h41'08” |                               |
|           | Tesfayohannes Mesfin      | Eritrea        | Rit.     |                               |
|           | Julio Rey                 | Spagna         | Rit.     |                               |
|           | Martin Fagan              | Irlanda        | Rit.     |                               |
|           | Al Mustafa Riyadh         | Bahrein        | Rit.     |                               |
|           | Ali Mabrouk El Zaidi      | Libia          | Rit.     |                               |
|           | Marílson Gomes dos Santos | Brasile        | Rit.     |                               |
|           | Luke Kibet                | Kenya          | Rit.     |                               |
|           | Abdulhak Elgorche Zakaria | Bahrein        | Rit.     |                               |
|           | Luis Fonseca              | Venezuela      | Rit.     |                               |
|           | Oleksandr Sitkovskyy      | Ucraina        | Rit.     |                               |
|           | Franck de Almeida         | Brasile        | Rit.     |                               |
|           | Andrei Gordeev            | Bielorussia    | Rit.     |                               |
|           | João N'Tyamba             | Angola         | Rit.     |                               |
|           | Moses Moeketsi Mosuhli    | Lesotho        | Rit.     |                               |
|           | Getuli Bayo               | Tanzania       | Rit.     |                               |
|           | Mubarak Hassan Shami      | Qatar          | Rit.     |                               |
|           | Simon Tsotang Maine       | Lesotho        | Rit.     |                               |
|           | Clement Mabothile Lebopo  | Lesotho        | Rit.     |                               |
|           | Olexandr Kuzin            | Ucraina        | Rit.     |                               |
|           | Mohamed Ikoki Msandeki    | Tanzania       | NP       |                               |
|           | Satoshi Osaki             | Giappone       | NP       |                               |
|           | Augusto Ramos Soares      | Timor Est      | NP       |                               |

Legenda
RO = Record olimpico
RN = Record nazionale
RP = Record personale
Rit = Ritirato
NP = Non partito